# Lijst van voetbalinterlands Denemarken - Senegal
Deze lijst van voetbalinterlands is een overzicht van alle officiële voetbalwedstrijden tussen de nationale teams van Denemarken en Senegal. De landen speelden tot op heden drie keer tegen elkaar. De eerste ontmoeting, een vriendschappelijke wedstrijd, werd gespeeld in Kaolack op 2 februari 1977. Het laatste duel, eveneens een vriendschappelijke wedstrijd, vond plaats op 27 mei 2010 in Aalborg. Voor het Deens voetbalelftal was dit een oefenwedstrijd in de voorbereiding op het Wereldkampioenschap voetbal 2010.

## Wedstrijden
| № | Plaats  | Datum           | Competitie        | Wedstrijd            | Uitslag |
| - | ------- | --------------- | ----------------- | -------------------- | ------- |
| 1 | Kaolack | 2 februari 1977 | Vriendschappelijk | Senegal – Denemarken | 2 – 3   |
| 2 | Daegu   | 6 juni 2002     | WK 2002           | Denemarken – Senegal | 1 – 1   |
| 3 | Aalborg | 27 mei 2010     | Vriendschappelijk | Denemarken – Senegal | 2 – 0   |

## Samenvatting
| Competitie        | Totaal gespeeld | Winst Denemarken | Gelijk | Winst Senegal | Doelsaldo Denemarken – Senegal |
| ----------------- | --------------- | ---------------- | ------ | ------------- | ------------------------------ |
| WK-eindronde      | 1               | 0                | 1      | 0             | 1 − 1                          |
| Vriendschappelijk | 2               | 2                | 0      | 0             | 5 − 2                          |
| Totaal            | 3               | 2                | 1      | 0             | 6 − 3                          |

Wedstrijden bepaald door strafschoppen worden, in lijn met de FIFA, als een gelijkspel gerekend.

## Details

### Eerste ontmoeting
| Vriendschappelijk (Kaolack, Senegal, 2 februari 1977):                                                             |              | |
| Senegal | 2 – 3        | Denemarken |
| Babacai Thiam 18' Seydou Ba 28'                                                                                    | goals        | 3' Svend Christensen 48' Gert Jørgensen 60' Klaus Nørregaard |
| | bondscoach   | Kurt Nielsen |
| | opstellingen | Ole Kjær ??' John Andersen ??' Knud Prytz Sørensen John Hansen Gert Jørgensen Jan Ingemann Sørensen Flemming Ahlberg ??' Torsten-Frank Andersen ??' Svend Christensen Jan Sørensen Henning Munk Jensen |
| | wissels      | ??' John Povelsen ??' Allan Hansen ??' Klaus Nørregaard ??' Kurt Hansen |
| - Debuut van Ole Kjær (Esbjerg fB), John Povelsen (Næstved IF) en Klaus Nørregaard (KB København) voor Denemarken. |              | |

### Tweede ontmoeting
| WK 2002 (Daegu, Zuid-Korea, 6 juni 2002): |              | |
| Denemarken | 1 – 1        | Senegal |
| Jon Dahl Tomasson 16' (pen.) | doelpunten   | 52' Salif Diao |
| Morten Olsen | bondscoach   | Bruno Metsu |
| Thomas Sørensen Stig Tøfting René Henriksen Martin Laursen Jan Heintze Thomas Helveg Thomas Gravesen 62' Jesper Grønkjær 50' Jon Dahl Tomasson Ebbe Sand Dennis Rommedahl 89' | opstellingen | Tony Sylva Omar Daf 46' Pape Sarr Papa Malick Diop Khalilou Fadiga El Hadji Diouf Lamine Diatta 46' Moussa Ndiaye Salif Diao Ferdinand Coly Papa Bouba Diop |
| Martin Jørgensen 50' Christian Poulsen 62' Peter Løvenkrands 89' | wissels      | 46' Henri Camara 46' 83' Souleymane Camara 83' Habib Beye                                                                                                   |
| Ebbe Sand 33' Jon Dahl Tomasson 20' Thomas Helveg 82' Christian Poulsen 84'                                                                                                   | gele kaarten | 10' Khalilou Fadiga |
| | rode kaarten | 62', 80' Salif Diao |

### Derde ontmoeting
| Vriendschappelijk (Aalborg, Denemarken, 27 mei 2010): |              | |
| Denemarken | 2 – 0        | Senegal |
| Christian Poulsen 26' Thomas Enevoldsen 90' | goals        | |
| Morten Olsen | bondscoach   | Amara Traoré |
| Kim Christensen 46' William Kvist Simon Kjær Daniel Agger Simon Poulsen 46' Christian Poulsen 46' Jakob Poulsen 61' Mikkel Beckmann 67' Dennis Rommedahl 73' Thomas Kahlenberg Jon Dahl Tomasson | opstellingen | Cheikh N'Diaye Jackson Mendy Kader Mangane 70' Jacques Faty Pape Diakhaté Deme N'Diaye 76' Guirane N'Daw Mickäel Tavares Mame Diouf 65' Souleymane Camara 57' Moussa Sow |
| Jesper Christiansen 46' Patrick Mtiliga 46' Martin Jørgensen 46' Thomas Enevoldsen 61' Michael Krohn-Dehli 67' Christian Eriksen 73'                                                             | wissels      | 57' Mamadou Niang 65' Papiss Cissé 70' Mohamed Sarr 76' Abdoulaye Faye                                                                                                   |
| - Debuut van Kim Christensen (IFK Göteborg) voor Denemarken. |              | |

DBU · A-internationals · Selecties · Bondscoaches · Deens vrouwenelftal · Olympisch elftal · Denemarken U21 · Denemarken U20 · Denemarken U19 · Denemarken U18 · Denemarken U17 · Denemarken U16 · Vrouwen U17
1908 – 1919 ·
1920 – 1929 ·
1930 – 1939 ·
1940 – 1949 ·
1950 – 1959 ·
1960 – 1969 ·
1970 – 1979 ·
1980 – 1989 ·
1990 – 1999 ·
2000 – 2009 ·
2010 – 2019 ·
2020 − 2029
EK's: 1964 · 
1984 · 
1988 · 
1992 · 
1996 · 
2000 · 
2004 · 
2012 · 
2020 · 
2024
WK's: 1986 · 
1998 · 
2002 · 
2010 · 
2018 · 
2022
OS: 1908 · 
1912 · 
1920 · 
1948 · 
1952 · 
1960 · 
1972 · 
1992 · 
2016
1908 · 
1909 · 
1910 · 
1911 · 
1912 · 
1913 · 
1914 · 
1915 · 
1916 · 
1917 · 
1918 · 
1919 · 
1920 · 
1921 · 
1922 · 
1923 · 
1924 · 
1925 · 
1926 · 
1927 · 
1928 · 
1929 · 
1930 · 
1931 · 
1932 · 
1933 · 
1934 · 
1935 · 
1936 · 
1937 · 
1938 · 
1939 · 
1940 · 
1941 · 
1942 · 
1943 · 
1944 · 
1946 · 
1947 · 
1948 · 
1949 · 
1950 · 
1952 · 
1952 · 
1953 · 
1954 · 
1955 · 
1956 · 
1957 · 
1958 · 
1959 · 
1960 · 
1961 · 
1962 · 
1963 · 
1964 · 
1965 · 
1966 · 
1967 · 
1968 · 
1969 · 
1970 · 
1971 · 
1972 · 
1973 · 
1974 · 
1975 · 
1976 · 
1977 · 
1978 · 
1979 · 
1980 · 
1981 · 
1982 · 
1983 · 
1984 · 
1985 · 
1986 · 
1987 · 
1988 · 
1989 · 
1990 ·
1991 · 
1992 · 
1993 · 
1994 · 
1995 · 
1996 · 
1997 · 
1998 · 
1999 · 
2000 · 
2001 · 
2002 · 
2003 · 
2004 · 
2005 · 
2006 · 
2007 · 
2008 · 
2009 · 
2010 · 
2011 · 
2012 · 
2013 · 
2014 · 
2015 · 
2016 · 
2017 · 
2018 ·
2019 ·
2020 ·
2021 ·
2022 ·
2023
Albanië ·
Algerije ·
Argentinië ·
Armenië ·
Australië ·
België ·
Bermuda ·
Bosnië en Herzegovina · 
Brazilië ·
Bulgarije ·
Canada ·
Chili ·
Cyprus ·
DDR ·
Duitsland ·
Ecuador ·
Egypte ·
Engeland ·
Estland ·
Faeröer · 
Finland · 
Frankrijk ·
Gambia ·
Georgië ·
Ghana ·
Gibraltar ·
GOS ·
Griekenland ·
Honduras ·
Hongarije ·
Hongkong ·
Ierland ·
IJsland ·
Indonesië ·
Iran ·
Israël ·
Italië ·
Japan ·
Joegoslavië ·
Kameroen ·
Kazachstan ·
Kosovo · 
Kroatië · 
Letland ·
Liechtenstein ·
Litouwen ·
Luxemburg ·
Malta ·
Marokko ·
Mexico ·
Moldavië · 
Montenegro · 
Nederland ·
Nederlandse Antillen ·
Nigeria ·
Noord-Ierland ·
Noord-Macedonië ·
Noorwegen ·
Oekraïne ·
Oostenrijk ·
Panama ·
Paraguay ·
Peru ·
Polen ·
Portugal ·
Roemenië ·
Rusland ·
San Marino ·
Saoedi-Arabië ·
Schotland ·
Senegal ·
Servië ·
Singapore ·
Slovenië ·
Slowakije ·
Sovjet-Unie ·
Spanje ·
Suriname ·
Thailand ·
Togo · 
Tsjechië ·
Tsjecho-Slowakije ·
Tunesië · 
Turkije · 
Uruguay ·
Verenigde Arabische Emiraten ·
Verenigde Staten ·
Wales ·
Wit-Rusland ·
Zuid-Afrika ·
Zuid-Korea ·
Zweden ·
Zwitserland
Argentinië (1995) · 
Australië (2018) ·
Australië (2022) · 
België (2021) · 
Duitsland (1992) · 
Duitsland (2012) · 
Engeland (2021) · 
Finland (2021) · 
Frankrijk (2002) · 
Frankrijk (2018) · 
Japan (2010) · 
Kameroen (2010) · 
Kroatië (2018) · 
Nederland (2010) · 
Nederland (2012) · 
Peru (2018) · 
Portugal (2012) · 
Rusland (2021) · 
Senegal (2002) · 
Tsjechië (2021) · 
Uruguay (2002) · 
Wales (2021)
FSF · 
A-internationals · 
Bondscoaches · Selecties · Senegalees vrouwenelftal · 
Olympisch elftal
1960 – 1969 · 
1970 – 1979 · 
1980 – 1989 · 
1990 – 1999 · 
2000 – 2009 · 
2010 – 2019 · 
2020 – 2029
WK 2002 · 
WK 2018 ·
WK 2022
OS 2012
1959 · 
1960 · 
1961 · 
1962 · 
1963 · 
1964 · 
1965 · 
1966 · 
1967 · 
1968 · 
1969 · 
1970 · 
1971 · 
1972 · 
1973 · 
1974 · 
1975 · 
1976 · 
1977 · 
1978 · 
1979 · 
1980 · 
1981 · 
1982 · 
1983 · 
1984 · 
1985 · 
1986 · 
1987 · 
1988 · 
1989 · 
1990 · 
1991 · 
1992 · 
1993 · 
1994 · 
1995 · 
1996 · 
1997 · 
1998 · 
1999 · 
2000 · 
2001 · 
2002 · 
2003 · 
2004 · 
2005 · 
2006 · 
2007 · 
2008 · 
2009 · 
2010 · 
2011 · 
2012 · 
2013 · 
2014 ·
2015 ·
2016 ·
2017 ·
2018 ·
2019 ·
2020 ·
2021 ·
2022 ·
2023
Algerije ·
Angola ·
Benin ·
Bolivia ·
Bosnië en Herzegovina ·
Botswana ·
Brazilië ·
Burkina Faso ·
Burundi ·
Centraal-Afrikaanse Republiek ·
Chili ·
China ·
Colombia · 
Congo-Brazzaville ·
Congo-Kinshasa ·
Denemarken ·
Ecuador ·
Egypte ·
Engeland ·
Equatoriaal-Guinea ·
Eritrea ·
Ethiopië ·
Frankrijk ·
Gabon ·
Gambia ·
Ghana ·
Griekenland ·
Guinee ·
Guinee-Bissau ·
Indonesië ·
Iran ·
Ivoorkust ·
Japan ·
Kaapverdië ·
Kameroen ·
Kenia ·
Kosovo ·
Kroatië · 
Lesotho ·
Liberia ·
Libië ·
Luxemburg ·
Madagaskar ·
Malawi ·
Maleisië ·
Mali ·
Marokko ·
Mauritanië ·
Mauritius ·
Mexico ·
Mozambique ·
Namibië ·
Nederland ·
Niger ·
Nigeria ·
Noorwegen ·
Oeganda ·
Oezbekistan ·
Oman ·
Polen ·
Qatar ·
Rwanda ·
Saoedi-Arabië ·
Sierra Leone ·
Soedan ·
Swaziland ·
Tanzania ·
Togo ·
Tunesië ·
Turkije ·
Uruguay ·
Verenigde Arabische Emiraten ·
Zambia ·
Zimbabwe ·
Zuid-Afrika ·
Zuid-Korea ·
Zuid-Soedan ·
Zweden
Algerije (2019, 2) ·
Colombia (2018) ·
Denemarken (2002) ·
Engeland (2022) ·
Frankrijk (2002) ·
Japan (2018) ·
Nederland (2022) ·
Polen (2018) ·
Uruguay (2002)